# 페레아

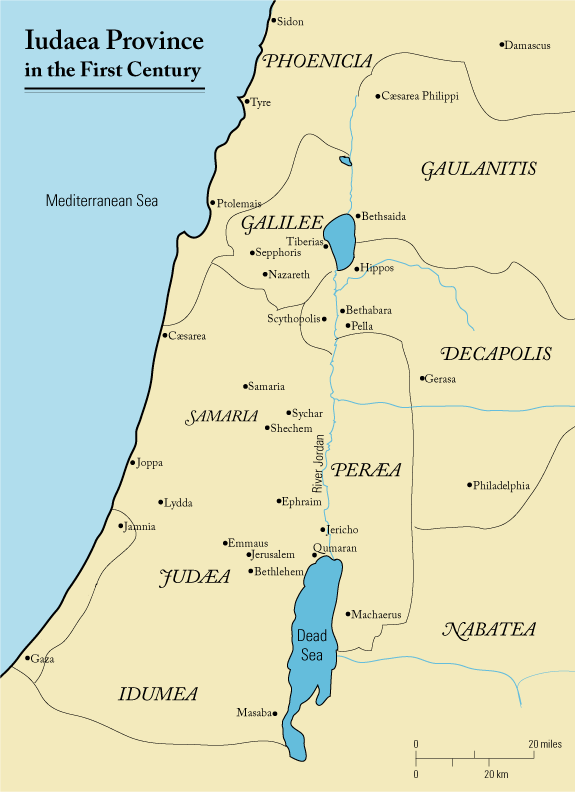
1세기경의 유대지방

페레아는 유대의 왕이었던 헤로데 대왕시절 요르단강(요단강)의 동쪽 계곡을 말하는 지명을 말한다. 요단강을 기준으로 갈릴리 호수와 사해의 중간에 위치한다. 헤로데 대왕의 사후 그의 영토는 로마로부터 세부분으로 나뉘었는데 갈릴리와 이곳 페레아는 헤로데 안티파스가 분봉왕으로 차지했다.